# Soci (okręg Jassy)
Soci – wieś w Rumunii, w okręgu Jassy, w gminie Miroslovești. W 2011 roku liczyła 1387 mieszkańców.